# ستریمونیوم کلرید
ستریمونیوم کلرید (به انگلیسی: Cetrimonium chloride) با فرمول شیمیایی C۱۹H۴۲ClN یک ترکیب شیمیایی با شناسه پاب‌کم ۸۱۵۴ است. که جرم مولی آن ۳۲۰٫۰۰ g/mol می‌باشد. 